# Sainte-Croix-du-Mont
Sainte-Croix-du-Mont is een gemeente in het Franse departement Gironde (regio Nouvelle-Aquitaine) en telt 819 inwoners (2005). De plaats maakt deel uit van het arrondissement Langon.

## Geografie
De oppervlakte van Sainte-Croix-du-Mont bedraagt 8,9 km², de bevolkingsdichtheid is 92,0 inwoners per km².
De onderstaande kaart toont de ligging van Sainte-Croix-du-Mont met de belangrijkste infrastructuur en aangrenzende gemeenten.

## Demografie
Onderstaande figuur toont het verloop van het inwonertal (bron: INSEE-tellingen).

## Afbeeldingen

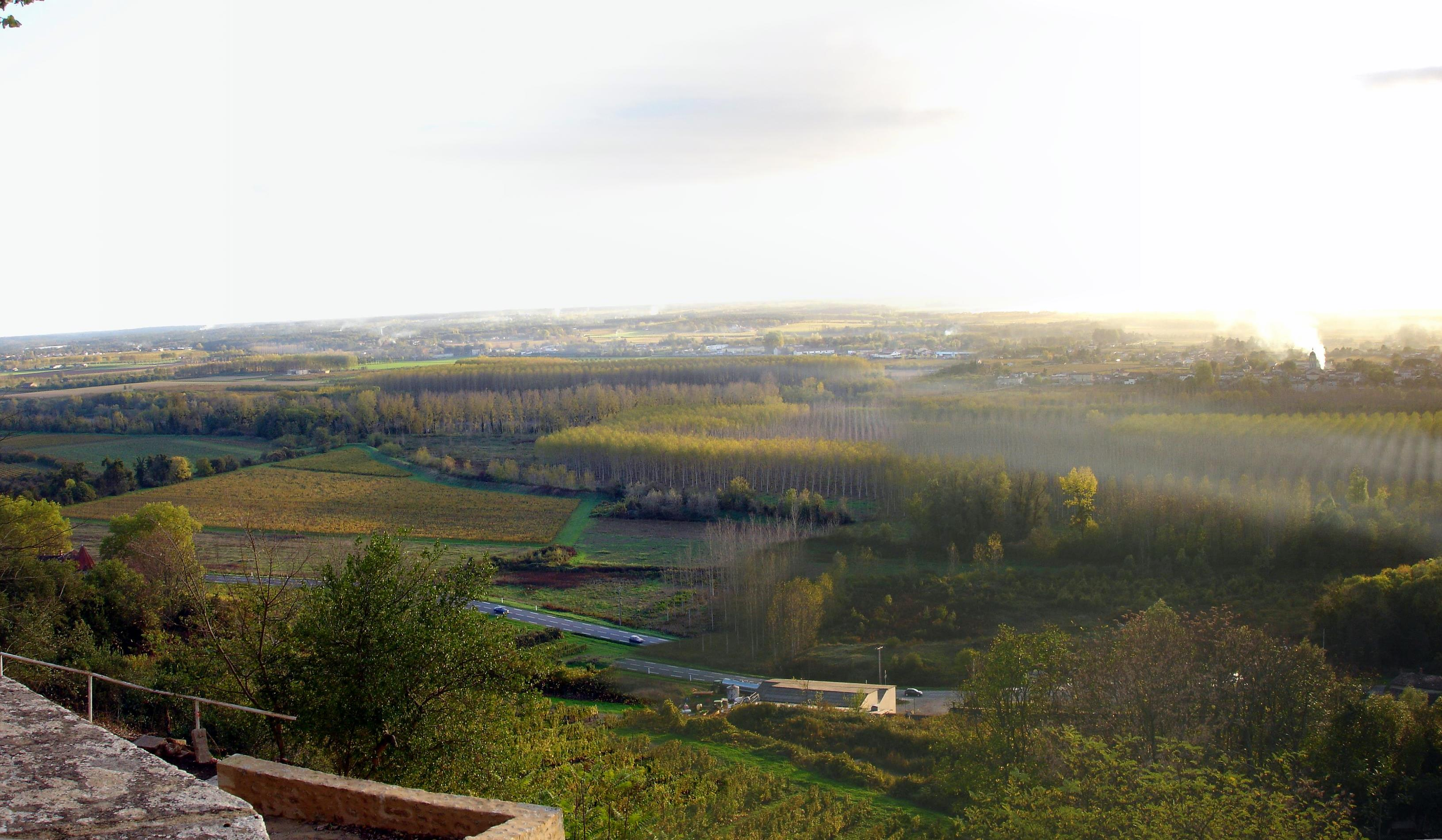
Uitzicht vanaf de kerk
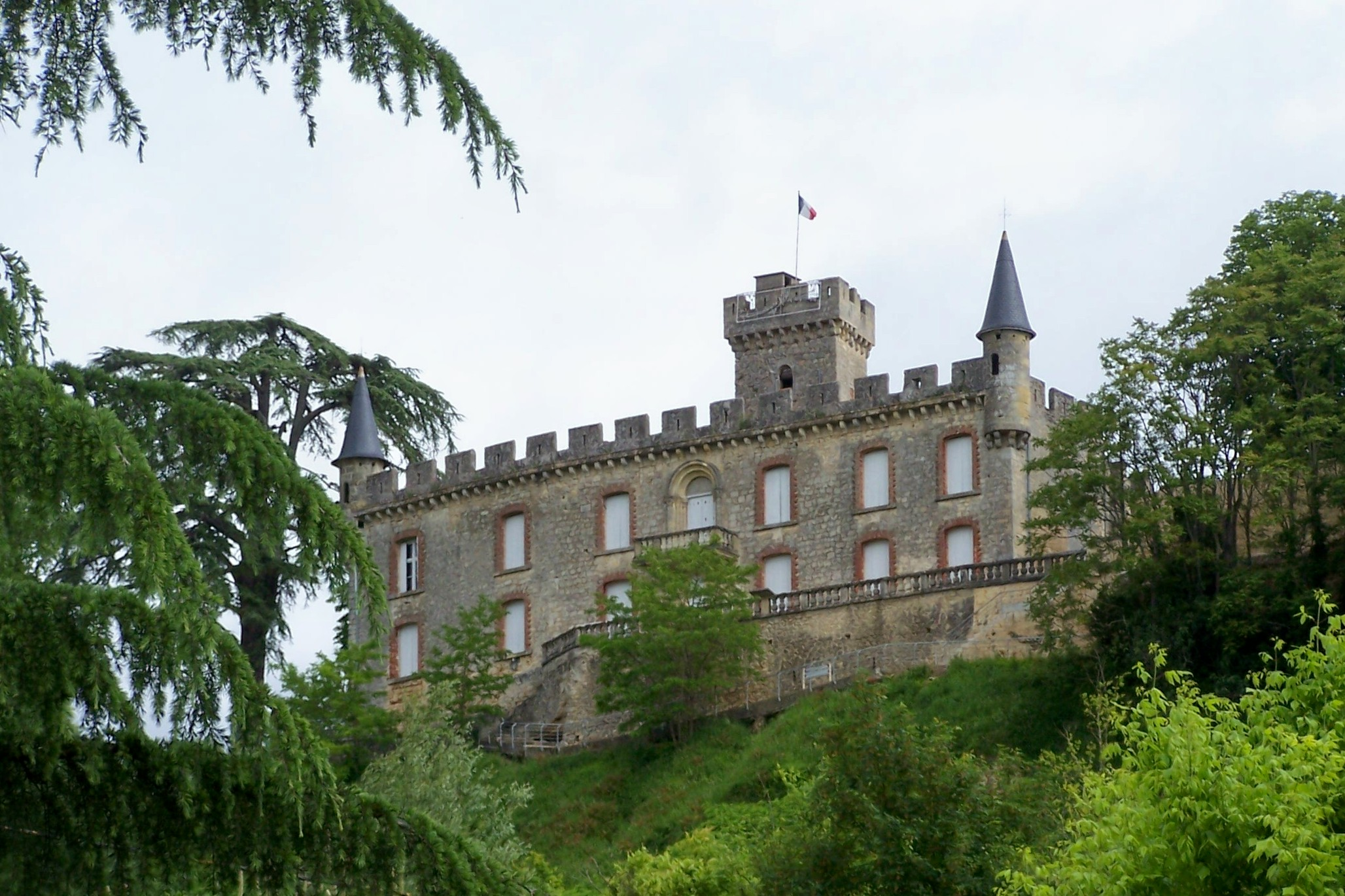
Kasteel, tevens gemeentehuis
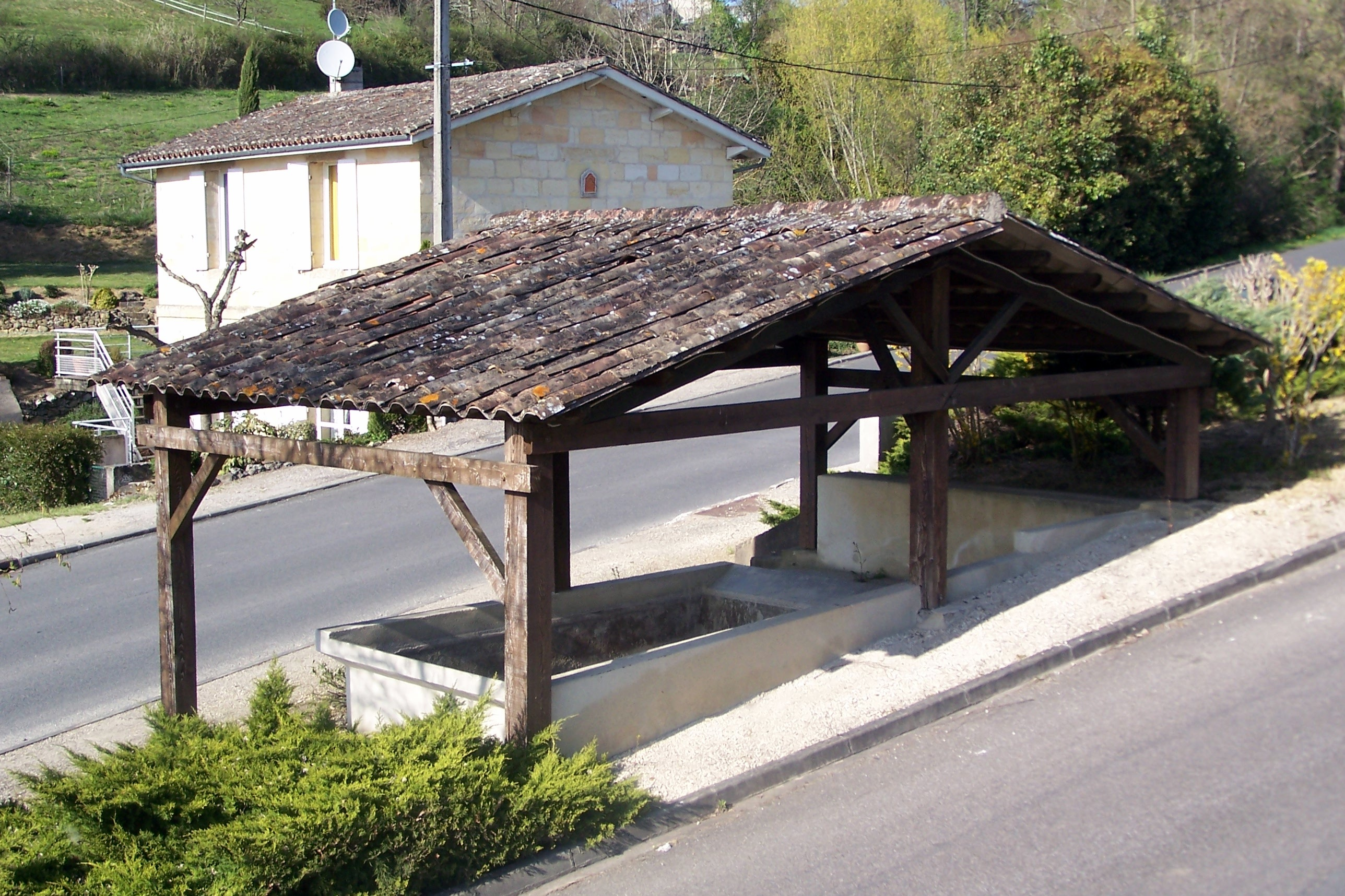
Lavoir (openbare wasplaats)